# Oskar Falke
Oskar Falke, geboren als Georg Peter (* 27. April 1827 in Wien; † 10. März 1883 in Menton, Frankreich) war Autor, Industrieller, Gutsbesitzer und Abgeordneter zum Österreichischen Abgeordnetenhaus.
Schon vor 1848 schrieb er unter dem Pseudonym Oskar Falke, aber erst im Jahr 1877 erhielt er die amtliche Genehmigung des Namenswechsels zu Falke.

## Leben
Oskar Falke war Sohn des Schönfärbers Georg Peter († 1878). Er besuchte ab 1839 das Schottengymnasium in Wien und studierte danach an der Universität Wien. Im Jahr 1848 wurde er Mitherausgeber der Zeitung „Politischer Studenten-Courier“ in Wien. Nach der Niederschlagung der Wiener Oktoberrevolution 1848 flüchtete er über Böhmen und Deutschland nach Westeuropa und landete in London. 1853 wanderte er in die USA aus und wurde 1858 US-Staatsbürger, wo er als Kautschukindustrieller erfolgreich war. Dort war er auch Mitglied des German Republican Central Committee. Im Jahr 1864 kehrte er nach Europa zurück  und errichtete die „Amerikanische Gummi- und Celluloidfabrik von Sonneborn, Falke und Co.“, später „Mannheimer Gummi-, Guttapercha- und Asbestfabrik A.-G.“ in Mannheim. 1867 wurde durch eine Amnestie die Verbannung wieder aufgehoben und er bekam die Erlaubnis zur Rückkehr nach Österreich. Im Jahr 1874 kaufte er das Gut Steinhof in Plippitzberg (heute in der Gemeinde Gornja Radgona, Slowenien).
Oskar Falke war von 1879 bis 1883 Mitglied im steiermärkischen Landtag (V. Wahlperiode), Kurie Städte und Märkte.
Er war römisch-katholisch und ab 1853 verheiratet mit Mathilde Reimer († 1877), mit der er einen Sohn und eine Tochter hatte, die allerdings jung verstorben ist.

## Politische Funktionen
Oskar Falke war vom 7. Oktober 1879 bis zu seinem Tod am 10. März 1883 Abgeordneter des Abgeordnetenhauses im Reichsrat (VI. Legislaturperiode) und vertrat dort für das Kronland Steiermark die Kurie Städte 5 (Hartberg, Friedberg, Pöllau, Vorau, Feldbach, Fehring, Fürstenfeld, Burgau, Weiz, Passail, Birkfeld, Gleisdorf, Pischelsdorf, St. Ruprecht).

## Klubmitgliedschaften
Oskar Falke war Mitglied im Klub der Vereinigten Fortschrittspartei. Ab dem 19. November 1881 war er bei den Vereinigten Linken.

## Werke
- Adolf Buchheim, Oskar Falke: Die Wiener October-Revolution, Mannheim 1848
- Adolf Buchheim, Oskar Falke: Stimmen aus der Verbannung, Kassel 1850
- Adolf Buchheim, Oskar Falke: Nationalgesänge der Magyaren, Kassel 1851